# Ewijk (Beuningen)
Pour les articles homonymes, voir Ewijk.

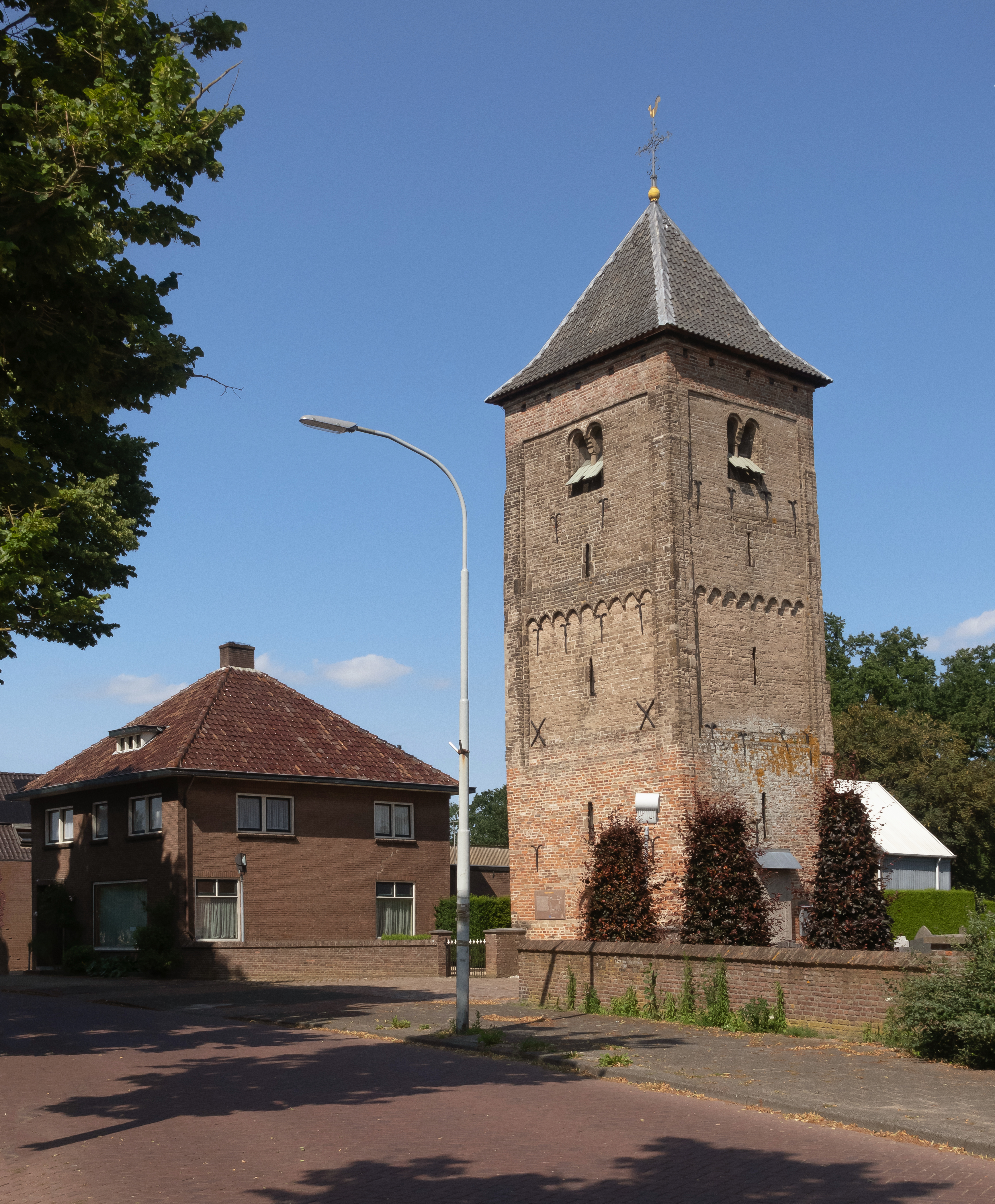
Ewijk, clocher de l'ancienne église

Ewijk est un village appartenant à la commune néerlandaise de Beuningen. Le 1er janvier 2009, le village comptait 3 437 habitants.
Le 1er juillet 1980, la commune d'Ewijk a été rattachée à Beuningen.
Le château de Doddendael (en néer. Slot Doddendael) se situe à Ewijk.
Au centre du village se trouve un ancien clocher de style roman, vestige de l'église médiévale démolie en 1918. Une nouvelle église a été construite un peu plus loin en 1916-1917 sur un projet de Jos Margry.

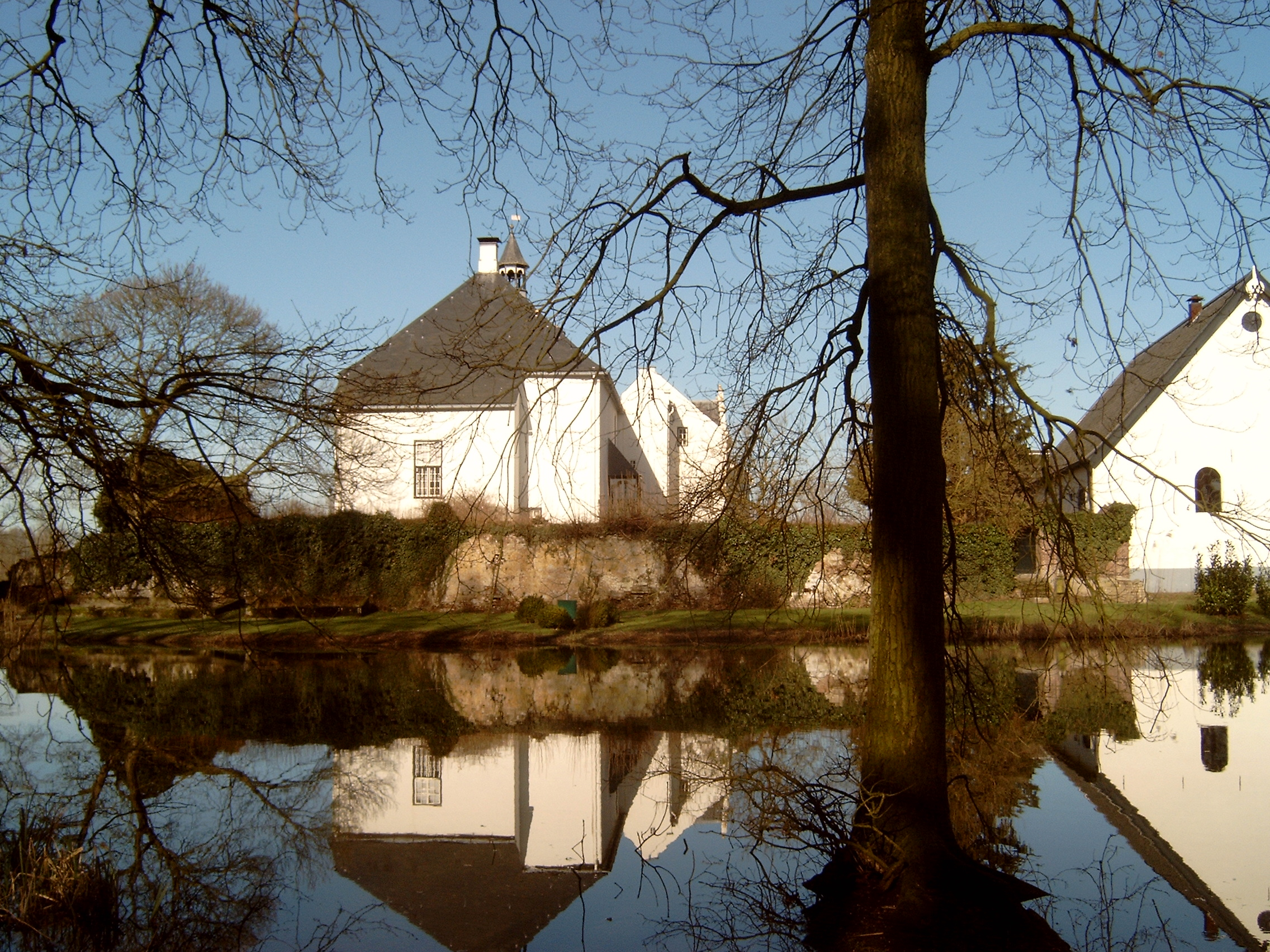
Ewijk, le château de Doddendael
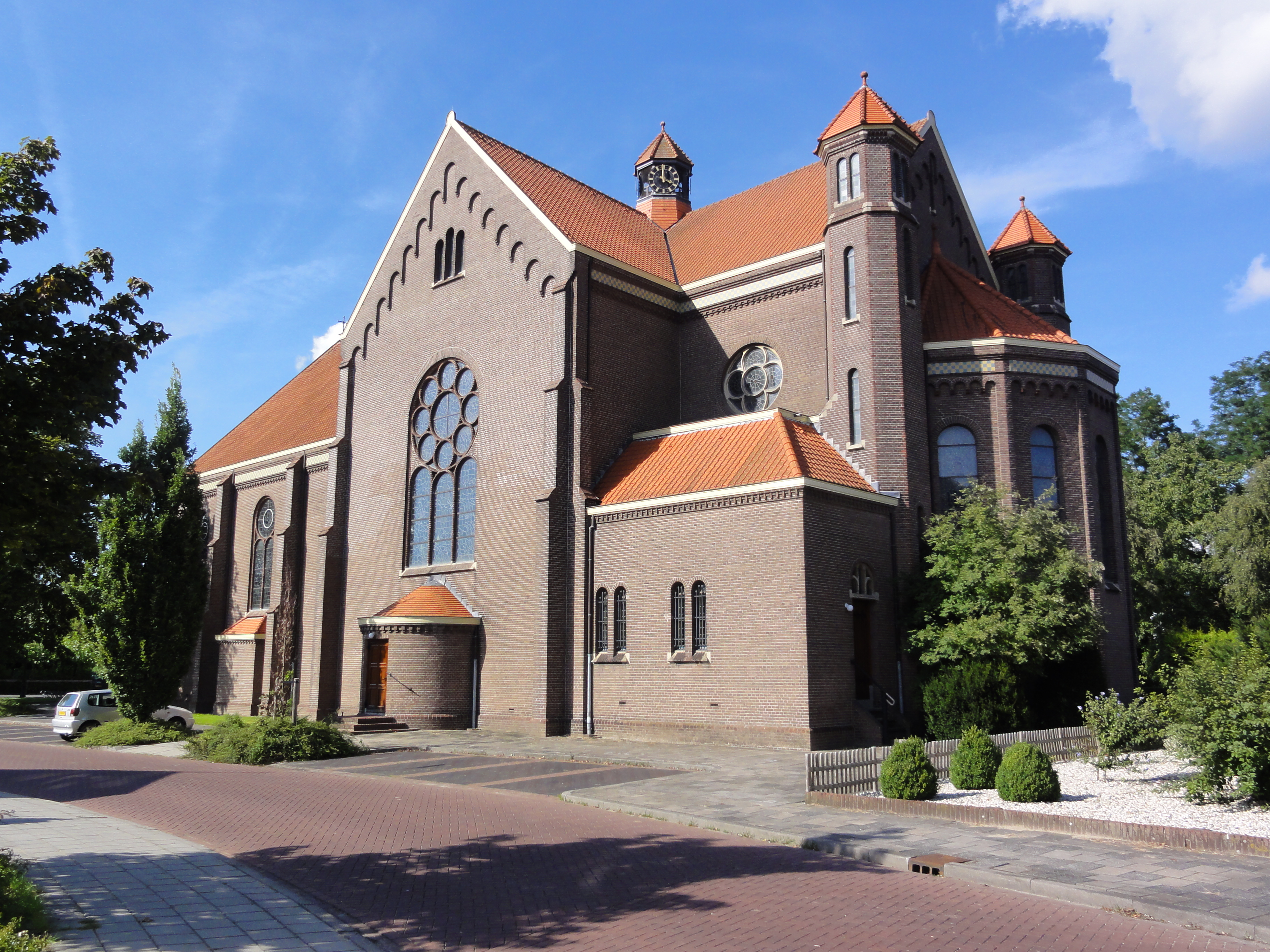
Ewijk, l'église de conversion catholique romaine, de l'architecte Jos Magry